# Episodi di Home Movies (prima stagione)
La prima stagione della serie televisiva Home Movies, composta da tredici episodi, è stata trasmessa negli Stati Uniti, da UPN e Adult Swim, dal 26 aprile 1999 al 7 ottobre 2001. La prima stagione presenta i protagonisti del cartone, Brendon e i suoi amici, e utilizza il metodo dello Squigglevision. I primi cinque episodi sono andati in onda sulla rete televisiva UPN, mentre i restanti otto sul blocco televisivo Adult Swim. In Italia la serie è tuttora inedita. 
| nº | Titolo originale                              | Prima TV USA      |
| -- | --------------------------------------------- | ----------------- |
| 1  | Get Away From My Mom                          | 26 aprile 1999    |
| 2  | I Don't Do Well in Parent-Teacher Conferences | 3 maggio 1999     |
| 3  | The Art of the Sucker Punch                   | 10 maggio 1999    |
| 4  | Brendon Gets Rabies                           | 17 maggio 1999    |
| 5  | Yoko / We'll Always Have Tuesday              | 24 maggio 1999    |
| 6  | Director's Cut                                | 2 settembre 2001  |
| 7  | It Was Supposed to Be Funny                   | 9 settembre 2001  |
| 8  | Method of Acting                              | 16 settembre 2001 |
| 9  | Life Through a Fish Eye Lens                  | 23 settembre 2001 |
| 10 | School Nurse                                  | 30 settembre 2001 |
| 11 | Mortgages and Marbles                         | 30 settembre 2001 |
| 12 | Law and Boarder                               | 7 ottobre 2001    |
| 13 | Brendon's Choice                              | 7 ottobre 2001    |

## Get Away From My Mom

Brendon e l'allenatore John McGuirk

- Titolo originale: Get Away From My Mom
- Diretto da: Loren Bouchard
- Scritto da: Brendon Small, Loren Bouchard, H. Jon Benjamin, Paula Poundstone e Melissa Bardin Galsky

### Trama
Dopo l'allenamento di calcio con il couch, Brendon Small, aspirante regista di otto anni, mostra a sua madre Paula un trailer, da lui creato, del suo prossimo film, The Dark Side of the Law, un film a tema criminale con un detective di polizia. La mattina del giorno dopo, durante la colazione, Paula informa Brendon che ha intenzione di andare a un appuntamento con l'allenatore di calcio del bambino, John McGuirk, per quella notte. Molto alla sconfitta, Brendon cerca pareri da parte dell'amica Melissa e suo padre Erik, ma i due affermano di essere in ritardo per il saggio di violino di quella sera.
Quando McGuirk si presenta alla porta di Brendon per l'appuntamento di quella notte, il bambino cerca di spaventarlo, ma non ci riesce. Durante l'appuntamento, Paula si agita a causa delle cose inappropriate e noiose che dice McGuirk, quindi decide di ubriacarsi per divertirsi. Nel frattempo, Brendon, Melissa e il loro amico Jason filmano una nuova scena di The Dark Side of the Law. Questa volta, nel filmato, Brendon si trova in un carcere francese, dove si confronta con sua madre, interpretata da Melissa. Il giorno dopo, durante un altro allenamento di calcio, Brendon parla con McGuirk dell'appuntamento con sua madre, accusandolo del desiderio di impegnarsi in una relazione con tutte le madri dei suoi calciatori. Mentre viene portato a casa da Erik, Brendon gli chiede di combattere contro McGuirk per vendetta, ma Erik preferisce fare un gioco per sorpassare alla sua richiesta. Alla fine, Brendon decide di chiedere scusa a McGuirk per il suo comportamento e i due si riconciliano. Più tardi, McGuirk e Paula decidono al telefono di porre fine al loro rapporto, una decisione che Brendon sente nel mentre di una chiamata a tre.

## I Don't Do Well in Parent-Teacher Conferences
- Titolo originale: I Don't Do Well in Parent-Teacher Conferences
- Diretto da: Loren Bouchard
- Scritto da: Brendon Small, Loren Bouchard, H. Jon Benjamin, Paula Poundstone e Melissa Bardin Galsky

### Trama
Paula è costretta a partecipare a un incontro genitori-insegnanti, dopo che scopre che Brendon non ha fatto niente tutto l'anno. L'insegnante di Brendon la informa che Brendon potrebbe ripetere la quarta classe per via delle sue insufficienze. Allora Paula cerca di incoraggiare il figlio, ma le sue capacità di comunicazione sono terribili e scopre che non ha altra opzione che provare a incoraggiarlo per mostrargli una migliore etica sul lavoro. Lei non riesce a farlo e Brendon semplicemente si oppone. Brandon, quindi, prova a esprimere le sue paure tramite un nuovo film incentrato su un uomo che si trasforma in un mostro ogni volta che è costretto a parlare in pubblico.

## The Art of the Sucker Punch
- Titolo originale: The Art of the Sucker Punch
- Diretto da: Loren Bouchard
- Scritto da: Brendon Small, Loren Bouchard, H. Jon Benjamin, Paula Poundstone e Melissa Bardin Galsky

### Trama
Dopo aver saputo che il suo amico Jason è stato molestato da Shannon, il bullo della scuola, Brendon decide di sfidarlo in una rissa, anche se non sa combattere. Allora cerca di esercitare le sue abilità per batterlo e documenta il suo allenamento con la sua macchina fotografica. Il giorno della rissa è arrivato e Brendon viene battuto in tre mosse. Nonostante ciò, Brendon, Jason e Melissa vengono invitati alla festa di compleanno di Shannon, dove simpatizzano con il bullo, che racconta che nessuno si è presentato alla sua festa. Poco dopo sbucano fuori tutti suoi amici che si mettono a ridere di loro. Allora Brandon trova uno gnomo da giardino e lo colpisce contro Shannon, battendolo e facendolo pure piangere.

## Brendon Gets Rabies
- Titolo originale: Brendon Gets Rabies
- Diretto da: Loren Bouchard
- Scritto da: Brendon Small, Loren Bouchard, H. Jon Benjamin, Paula Poundstone e Melissa Bardin Galsky

### Trama
Paula promette ai suoi vicini di casa, i Peabodys, che si prenderà cura del loro animale domestico, Alexandre, mentre sono in vacanza. Presto si rende conto che il gatto è in verità viziato, lezioso e poco obbediente, quindi accetta la sfida di Brendon, che spera di voler dimostrarle che è abbastanza maturo da possedere e gestire un animale. Tuttavia, Brendon dimentica accidentalmente il gatto nel giardino ed elabora, insieme a Jason e Melissa, un modo per trovarlo. Brendon trova il gatto, ma Alexandre ha contratto la rabbia e morde Brendon. Sentitosi in colpa per la morte del gatto, Brendon fa un film per i vicini di casa, in memoria di Alexandre.

## Yoko /We'll Always Have Tuesday
- Titolo originale: Yoko / We'll Always Have Tuesday
- Diretto da: Loren Bouchard
- Scritto da: Brendon Small, Loren Bouchard, H. Jon Benjamin, Paula Poundstone e Melissa Bardin Galsky

### Trama
La squadra di calcio di McGuirk partecipa a un campeggio con lui come loro accompagnatore. Durante il viaggio, lo studente straniero Eugene urina nella borraccia di McGuirk, facendolo infuriare e facendoli portare tutti di nuovo a casa. Quando torna a casa, Brendon inizia una relazione con una ragazza di nome Loni, che ha conosciuto durante il campeggio. Allora, quando Brandon comincia a recitare in un altro dei suoi film, sconvolge sia Jason sia Melissa con la sua incapacità. Loni dice a Brendon che ha ancora dei sentimenti per Mitch e si lascia con Brendon per tornare con lui.

## Director's Cut
- Titolo originale: Director's Cut
- Diretto da: Loren Bouchard
- Scritto da: Brendon Small, Bill Braudis e Loren Bouchard

### Trama
Dwayne, l'operante alle musiche dei film dei ragazzi, scrive la sceneggiatore di un adattamento a tema rock della metamorfosi di Franz Kafka. Melissa premia Brendon per la produzione di un nuovo film, ma è riluttante sulla trama dello stesso. Alla fine decide di girare il film, che chiameranno Louis, Louis, con protagonisti Louis Braille e Louis Pasteur. Melissa e Jason amano il film ma Brendon lo disprezza e vuole riscrivere la sceneggiatura. Nessuno risponde al suo desiderio, compreso Dwayne, e finisce per abbandonare il progetto, costringendo Brendon ad annullare la produzione. Allora prova a riprodurre di nuovo il film da solo, ma alla fine ritorna con i suoi amici per filmare l'opera, accettando di creare un taglio di regista per includere sia le idee di Dwayne sia le sue. Nel frattempo, McGuirk incontra un altro allenatore di calcio, Drew.

## It Was Supposed to Be Funny
- Titolo originale: It Was Supposed to Be Funny
- Diretto da: Loren Bouchard
- Scritto da: Brendon Small, Bill Braudis e Loren Bouchard

### Trama
Il padre di Melissa chiede a Brendon se può fare un film sulla vita di suo padre Ned per il giorno del suo compleanno. Brendon accetta e insieme a Jason intervistano Ned nella sua casa di riposo, ma i due lo trovano noioso e decidono di farlo travestire. Il giorno del compleanno, Brendon mostra il suo film alla festa di Ned e Melissa diventa furiosa per averlo travestito. Brendon allora si scusa con Melissa, ma lei rifiuta le sue scuse.

## Method of Acting
- Titolo originale: Method of Acting
- Diretto da: Loren Bouchard
- Scritto da: Brendon Small, Bill Braudis e Loren Bouchard

### Trama
Brendon, a scuola, prende lezioni di recitazione con la speranza di rafforzare le sue capacità. In classe interrompe continuamente tutti gli altri compagni e non mostra alcun tipo di abilità sulla recitazione e viene buttato fuori. Allora, Brendon tenta di ottenere un ruolo in un negozio di alimentari, ma l'intervista non va buon fine a causa del suo nastro che, per la maggior parte, vede lui cantare travestito. Nel frattempo, Paula diventa molto stressata dopo che ha limonato uno dei suoi studenti di scrittura creativa.

## Life Through a Fish Eye Lens
- Titolo originale: Life Through a Fish Eye Lens
- Diretto da: Loren Bouchard
- Scritto da: Brendon Small, Bill Braudis e Loren Bouchard

### Trama
Brendon sta girando un nuovo film sugli alieni e ritiene che il film non possa funzionare senza un obiettivo a occhio di pesce. La lente è costosa e Paula sta passando dei pesanti problemi finanziari, quindi non può comprarlglielo. Allora scommette, con la madre, 20 dollari se esegue perfettamente un trucco di magia con le carte. Non riuscito a ottenere ancora i soldi, Brendon riesce a ottenere il lavoro del ragazzo dei giornali, ma si chiude in casa dopo che viene inseguito da un cane. Brendon, più tardi, viene assunto da Erik per fare dei lavoretti presso la sua proprietà immobiliare, ma finisce per frantumare tutti i documenti del suo ufficio e viene licenziato. Intanto, Paula riesce a ottenere un prestito da sua madre e Brendon finalmente è ansioso di comprare il suo obiettivo, ma, una volta comprato, scopre che l'obiettivo non si inserisce sulla sua macchina fotografica. Nel frattempo, McGuirk racconta alla squadra che giocheranno contro la squadra di Ralph e che l'unico modo per vincere è barare. Il giorno della partita, Ralph non si presenta e McGuirk spiega che lo ha fatto per motivare la sua squadra. Melissa allora dovrà dare 20 dollari a Brendon per via di una scommessa che riguardava proprio Ralph.

## School Nurse
- Titolo originale: School Nurse
- Diretto da: Loren Bouchard
- Scritto da: Brendon Small, Bill Braudis e Loren Bouchard

### Trama
A scuola scoppia una epidemia di pidocchi e l'infermiera Kirkman ha il compito di controllare tutti i bambini. McGuirk intanto fissa un appuntamento con l'infermiera Kirkman, ma diventa ubriaco e lei si vergogna di uscire con lui. Kirkman lo porta verso la sua casa, ma McGuirk sviene e lei è costretta a spingerlo fuori dalla macchina. Il giorno successivo, alla sala professori, l'infermiera parla con l'insegnante di Brendon e Melissa, il signor Lynch, e gli dice che l'appuntamento è andato terribilmente male. McGuirk lo viene a sapere e ritorna dall'infermiera, dicendole che provava un sentimento speciale per lei. Jason, anche lui innamorato dell'infermiera Kirkman, attacca McGuirk dopo aver saputo dell'appuntamento che hanno avuto i due. Più tardi, durante un raduno dei calciatori, McGuirk tiene un discorso, ma all'improvviso si interrompe per dire, davanti a tutti, a Kirkman che sarebbe tornato con lei se la vesse supplicata.